# ロベール4世・ド・ラ・マルク
ロベール4世・ド・ラ・マルク（Robert IV de La Marck, 1512年1月15日 - 1556年11月4日）は、ブイヨン公、スダン領主、フランス元帥。フランス王アンリ2世の治世においてアンリ2世とその愛妾ディアーヌ・ド・ポワチエのお気に入りとして名を上げ、1547年にフランス元帥に昇進した。1549年に君主としての地位を確立し、フランスのスダンに公国の地位が与えられた。1552年にノルマンディー総督の職を与えられた。この職は歴史的にノルマン人または王族に与えられていた。
1552年、イタリア戦争の再開を推し進めることに成功し、メス包囲戦で戦い、その後すぐに1521年以来帝国の支配下にあった公国の支配を回復することに成功した。神聖ローマ皇帝カール5世のフランス遠征中の際に、ロベール4世はエスダンで捕らえられ、その後3年間捕らわれの身となり、1556年に最終的に身代金が支払われるまで劣悪な環境で暮らした。ロベール4世は、捕らわれの身から解放されて間もなく亡くなった。

## 生涯

### 生い立ち
ロベール4世はロベール3世・ド・ラ・マルクとギュメット・ド・サールブリュックの一人息子である。17歳でスイス衛兵隊の隊長となった。

### 昇進
1547年、ロベール4世はフランス王アンリ2世により元帥に任命され、フランス大使としてローマに派遣された。1549年にスダンを公国として主張し、後に息子はスダン公を名のった。アンリ2世の治世の初期に、ロベール4世は政策の方向性を定める会議の常任メンバーとなっていた。

### イタリア戦争
ロベール4世は領土を取り戻すためにイタリア戦争の再開を熱心に主張し、ディアーヌ・ド・ポワチエもともにこの主張を擁護した。1552年、ロベール4世はメス包囲戦に参加し、1521年以来神聖ローマ皇帝カール5世の軍隊に占領されていたブイヨン公領を取り戻した。しかし占領したにもかかわらず、カトー・カンブレジ条約によりブイヨン公領はマルク家に返還されなかった。代わりにアンリ2世はそれをリエージュ司教に返却した。
1552年にロベール4世はノルマンディー総督に任命され、この地域におけるロベールの経歴は後援者であるディアーヌ・ド・ポワチエによって注意深く培われた。しかしノルマンディーにおけるロベールの影響力は、その地域の貴族とのつながりがなかったため限られていた。

### 捕虜
ノルマンディー軍の中将であったロベール4世は、1553年7月にエスダンで捕虜となった。1556年2月にヴォーセル条約が締結されるまでフランドルで監禁され、ひどい扱いを受け、この条約に基づいて6万エキュの身代金で釈放された。ロベールの身代金は以前は8万エキュに設定されていたが、ディアーヌ・ド・ポワチエはそのような金額を支払う余裕はないと抗議した。ロベール4世の妻は、身代金の減額を求めるためにブリュッセルを訪れていたが、これはブイヨンの健康状態が悪かったため同意され、釈放の数日後にロベール4世は死去した。ロベールはスダンのサン・ローラン教会に埋葬された。

## 結婚と子女
ロベール4世は1539年にルイ・ド・ブレゼとディアーヌ・ド・ポワチエの娘フランソワーズ・ド・ブレゼと結婚し、以下の子女をもうけた。
- アンリ＝ロベール（1539年 - 1574年） - ブイヨン公、スダン公
- シャルル・ロベール（1541年 - 1622年） - モールヴリエ伯
- クリスティアン - 早世
- アントワネット（1542年 - 1591年） - アンリ1世・ド・モンモランシーと結婚[12]
- ギュメット（1543年 - 1544年）
- ディアーヌ（1544年生） - ヌヴェール公ジャック・ド・クレーヴと結婚[13]、アンリ・ド・クレルモンと結婚[13]、サゴンヌ伯ジャン・バボーと結婚
- ギュメット（1545年 - 1592年） - リニー伯ジャン3世と結婚
- フランソワーズ（1547年生） - 修道女
- カトリーヌ（1548年生） - シャンヴァロン領主ジャック・ド・アルレーと結婚